# Ascanius Hainbogen
Ascanius Hainbogen (* 2. Oktober 1705 in Freising; † 1. August 1775 ebenda) war ein Prämonstratenser. Von 1740 bis 1775 war er Abt des Klosters Neustift bei Freising.

## Leben
Askanius Hainbogen oder Heinbogen wurde am 2. Oktober 1705 als Sohn wohlhabender Eltern in Freising geboren und auf den Namen Franziskus getauft. Nach den Gymnasialstudien in Freising trat er 1724 in das Prämonstratenserkloster Neustift ein und feierte am 21. Dezember 1729 seine erste hl. Messe. Bald wurde er Vikar in Haindlfing, dann Novizenmeister und am 26. April 1740 im verhältnismäßig jungen Alter von 35 Jahren zum Abt erwählt.
Gleich zu Beginn seiner Amtszeit war der Österreichische Erbfolgekrieg ausgebrochen. 1748 wurde der Pfarrhof in Allershausen durch einen Blitzeinschlag eingeäschert, wobei alle Bücher und Schriften verbrannten. Nur mit Hilfe des Klosters konnte er wieder aufgebaut werden. Am 27. Mai 1751 legte eine weitere Brandkatastrophe innerhalb einer halben Stunde Kloster, Kirche, Nebenwohnungen und Ökonomiegebäude in Schutt und Asche. Abt Askanius sammelte überall Geld und begann mit dem Wiederaufbau. 1756 konnte die neu errichtete Kirche geweiht werden. Die Ökonomiegebäude wurden erst 1766 vollendet.
Seit dem Jahr 1772 zunehmend dement, legte Abt Askanius Anfang 1775 sein Amt nieder. Er starb bald darauf.
Von ihm ist überliefert, dass er auf die Vermehrung der klostereigenen Bibliothek bedacht war.